# Reed Creek (Géorgie)
Reed Creek est une census-designated place située dans le comté de Hart, dans l’État de Géorgie, aux États-Unis. Lors du recensement de 2020, elle comptait 2 724 habitants.